# Evangheliarul de la Târgoviște

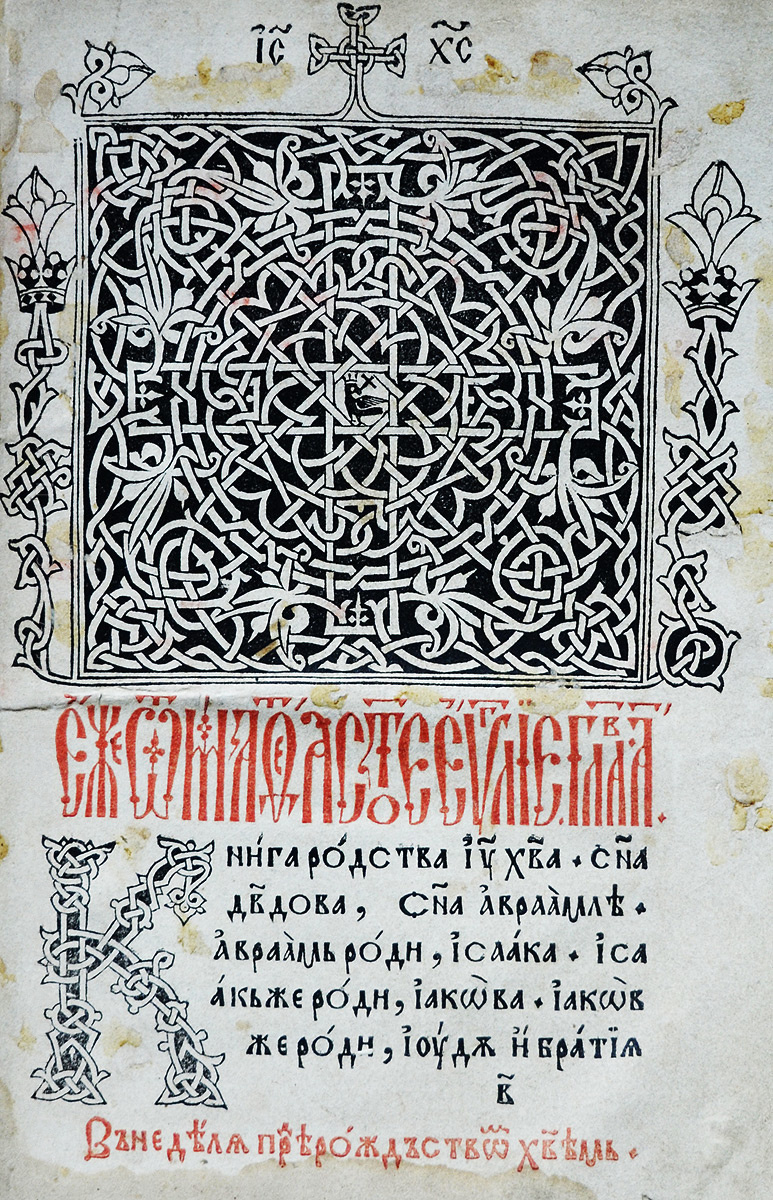
Evangheliarul tipărit la Târgoviște în 1512

Evangheliarul de la Târgoviște, cunoscut și ca Evangheliarul lui Neagoe Basarab, este o carte liturgică (de cult) ortodoxă din 1512, tipărită de ieromonahul Macarie la îndemnul și pe cheltuiala lui Neagoe Basarab, domnul Țării Românești între 1512–1521. Scris în slavona bisericească, Evangheliarul de la Târgoviște este, în ordine cronologică, a treia carte tipărită pe teritoriul actual al României, după Liturghierul și Octoihul tipărite tot de Macarie în 1508 și, respectiv, 1510. Totodată, este și prima ediție tipărită a evangheliilor în alfabet chirilic și în limba slavonă bisericească apărută în Europa.
Evangheliarul cuprinde pericopele sau fragmentele din evanghelii rânduite pentru a fi citite în cadrul liturghiei sau al altor slujbe bisericești, aranjate în funcție de ziua și săptămâna în care trebuie citite. A fost tipărit la Mănăstirea Dealu, de lângă Târgoviște, acolo unde Radu cel Mare îl instalase pe Macarie, refugiat de la Cetinje (Muntenegru), sprijinindu-l să își reia activitatea de tipograf pe care o practicase mai înainte la Veneția și Cetinje.